# Кръсточовки
Кръсточовките (Loxia) са род врабчоподобни птици със специфичен външен вид и с интересно поведение и биология. Отличителен белег при тях е човката ѝ на която двете половини са кръстосани, откъдето са получили и името си. С помощта на кръстосания си клюн могат да изваждат семената от шишарките на иглолистните дървета. За разлика от другите птици те гнездят не само през пролетта, а и през останалите сезони – дори и през зимата.
Биолозите обясняват формата на клюна с еволюционна адаптация към стриктната диета от семената в шишарките. Според легендата, когато Исус Христос бил разпънат на кръста, кръсточовката се опитала да извади гвоздеите, с които той бил прикован. Тогава клюнът ѝ се изкривил, а кръвта му обагрила перата ѝ в червено.

## Класификация
Към рода принадлежат 5 вида кръсточовки:
- Обикновена кръсточовка (Loxia curvirostra)
- Белокрила кръсточовка (Loxia leucoptera)
- Испанска кръсточовка (Loxia megaplaga)
- Дебелоклюна кръсточовка (Loxia pytyopsittacus)
- Шотландска кръсточовка (Loxia scotica)

## Фосилна летопис
По костни останки отпреди около 2,25 млн. г. от находище край гр. Вършец палеоорнитологът проф. Златозар Боев е описал първият изкопаем вид от кръсточовките – патева кръсточовка (Loxia patevi), наречена на името на бележития български орнитолог Павел Патев 